# Давила Кондемарин, Хосе
Хосе Мария Давила Кондемарин (исп. José Dávila Condemarín; 1799, Трухильо — 1882, Лима) — перуанский политик, государственный деятель, дипломат, писатель

, ректор Университета Сан-Маркос (1854—1857).

## Биография
Учился в духовной семинарии Лимы. Продолжил образование в Университете в Лиме.
Участник борьбы за независимость испанских колоний в Америке во главе с «генералом» Сан-Мартином с 1820 года. Принимал участие в походе на Лиму, где подписал Декларацию независимости Перу (1821).
С 1843 года — работал на руководящих должностях Министерства иностранных дел Перу. Министр иностранных дел Перу (с 11 февраля 1843 по 15 марта 1843, с 27 августа 1844 по 17 сентября 1844, с 17 февраля 1845 по 4 марта 1845 и с 20 апреля 1845 по 18 мая 1845 года).
Во время правления Рамона Кастилья был назначен министром правительства (1847—1849), общественного просвещения и благотворительности (1847).
Избирался руководителем Общества адвокатов Лимы. В 1849 году — директор Главного почтового управления Перу.
В 1854—1857 годах — ректор Университета Сан-Маркос.
С 1858 года — Полномочный министр Перу в Сардинском королевстве.

## Избранная библиография
- Bosquejo histórico de la fundación, progreso y actual estado de la Universidad Mayor de San Marcos (1854).
- Narración de la fiesta con que el monasterio de Monjas Concebidas de Lima solemnizó la definición dogmática de la Inmaculada Concepción (Турин, 1858).
- Cenni storici, geografici e statistici dei Perú (Турин, 1860).
- La semana santa en Roma (1869).